# Бутанкур (Сома)
Бутанкур (фр. Bouttencourt) насеље је и општина у североисточној Француској у региону Пикардија, у департману Сома која припада префектури Абевил.
По подацима из 2011. године у општини је живело 998 становника, а густина насељености је износила 129,11 становника/km². Општина се простире на површини од 7,73 km². Налази се на средњој надморској висини од 19 метара (максималној 161 m, а минималној 31 m).

## Демографија
| 1962. | 1968. | 1975. | 1982. | 1990. | 1999. | 2011. |
| ----- | ----- | ----- | ----- | ----- | ----- | ----- |
| 705   | 741   | 887   | 928   | 941   | 1.015 | 998   |

График промене броја становника у току последњих година